# 金思国
金 思国（キム・サグク、김사국、1892年 - 1926年）は、朝鮮の独立運動家。忠清南道論山出身。

## 人物
1910年の日韓併合後、満州とシベリアを流浪し、1919年の三・一独立運動直後に、朝鮮半島内で臨時政府を樹立するための国民大会を開催を計画し、関係者が逮捕・弾圧された。その中心人物であった金思国は翌年まで収監された。釈放後の1921年に、張徳秀ら高麗共産党上海派の国内メンバーと共に、ソウル青年会を結成し、共産主義思想に接近した。1922年、ボリシェヴィキから提供された資金を上海派が独占していたことが明るみになると、ソウル青年会から上海派を追放し、金思国を中心としてソウル派が形成された。イルクーツク派と上海派の派閥争いの解消や、統一戦線を模索したが、1925年の朝鮮共産党結成ではソウル派は排除され、1926年に肺結核で病死した。